# Pseudonigrita
Pseudonigrita är ett fågelsläkte i familjen vävare inom ordningen tättingar med två arter som förekommer i östra Afrika:
- Gråkronad vävare (P. arnaudi)
- Svartkronad vävare (P. cabanisi)